# Horimono (grabado)

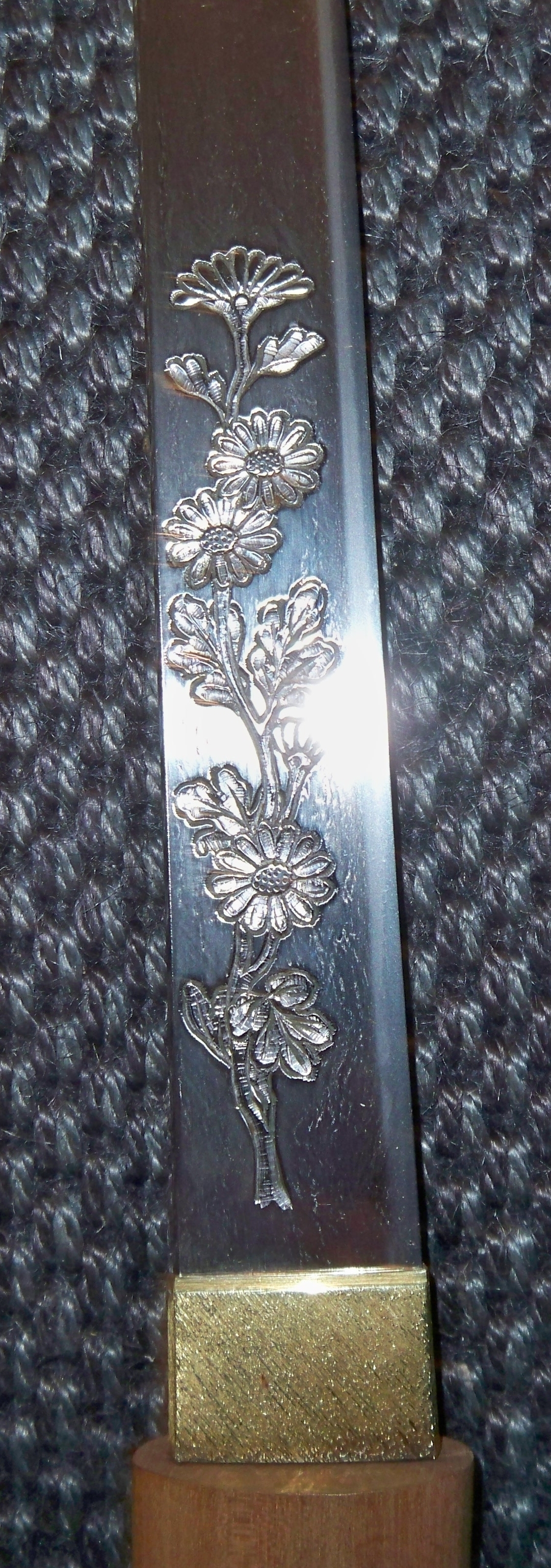
Hoja de una antigua espada japonesa wakizashi que muestra el horimono de un crisantemo.

El horimono (彫り物, 彫物, literalmente "tallado", "grabado"), también conocido como chōkoku (彫刻, "escultura"), son las imágenes grabadas en la hoja de una espada japonesa, que puede incluir las hojas de la katana y el tantō. Las imágenes son más a menudo talladas en palas ceremoniales debido a la debilidad inherente asociada con el peligro la integridad de una hoja tallada.[cita requerida] El artista es llamado chōkokushi (彫刻師), o horimonoshi (彫物師, "grabador"). Hay una gran variedad de diseños, que incluyen al kozumi (garras), el kusa kurikara (草倶利伽羅) (estilo arabesco), el munenagabori (creado en Munenaga), el rendai (pedestal de loto), el tokko (un tipo de espada india), fruta, dragones, y muchos otros.

## Galería

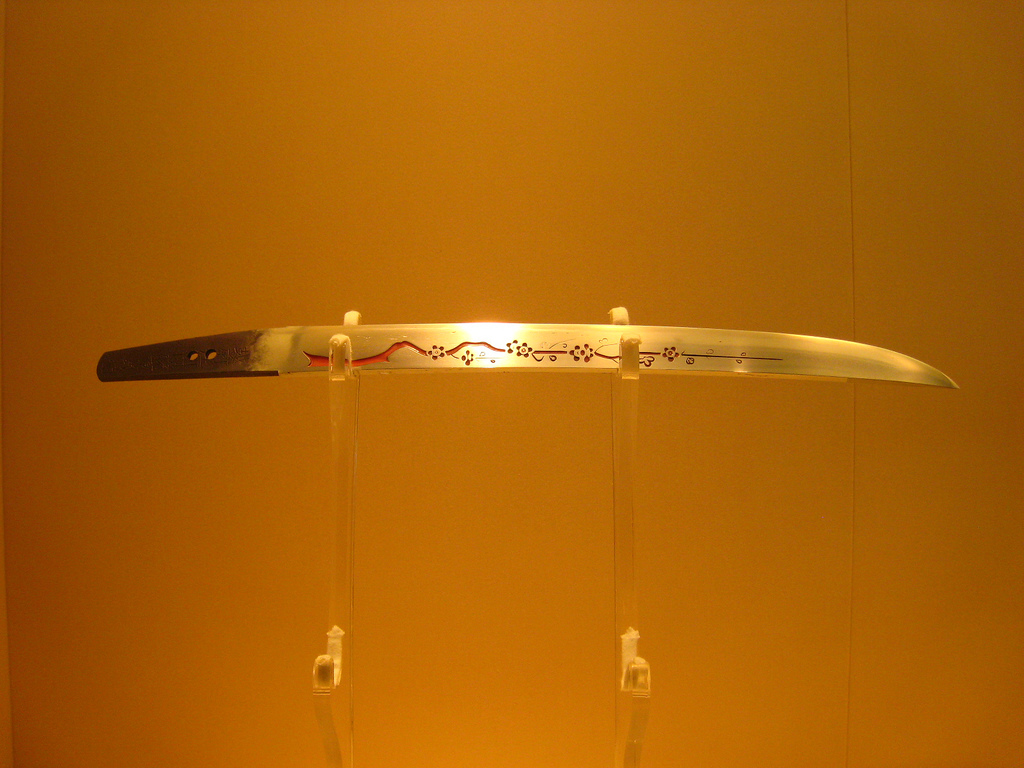
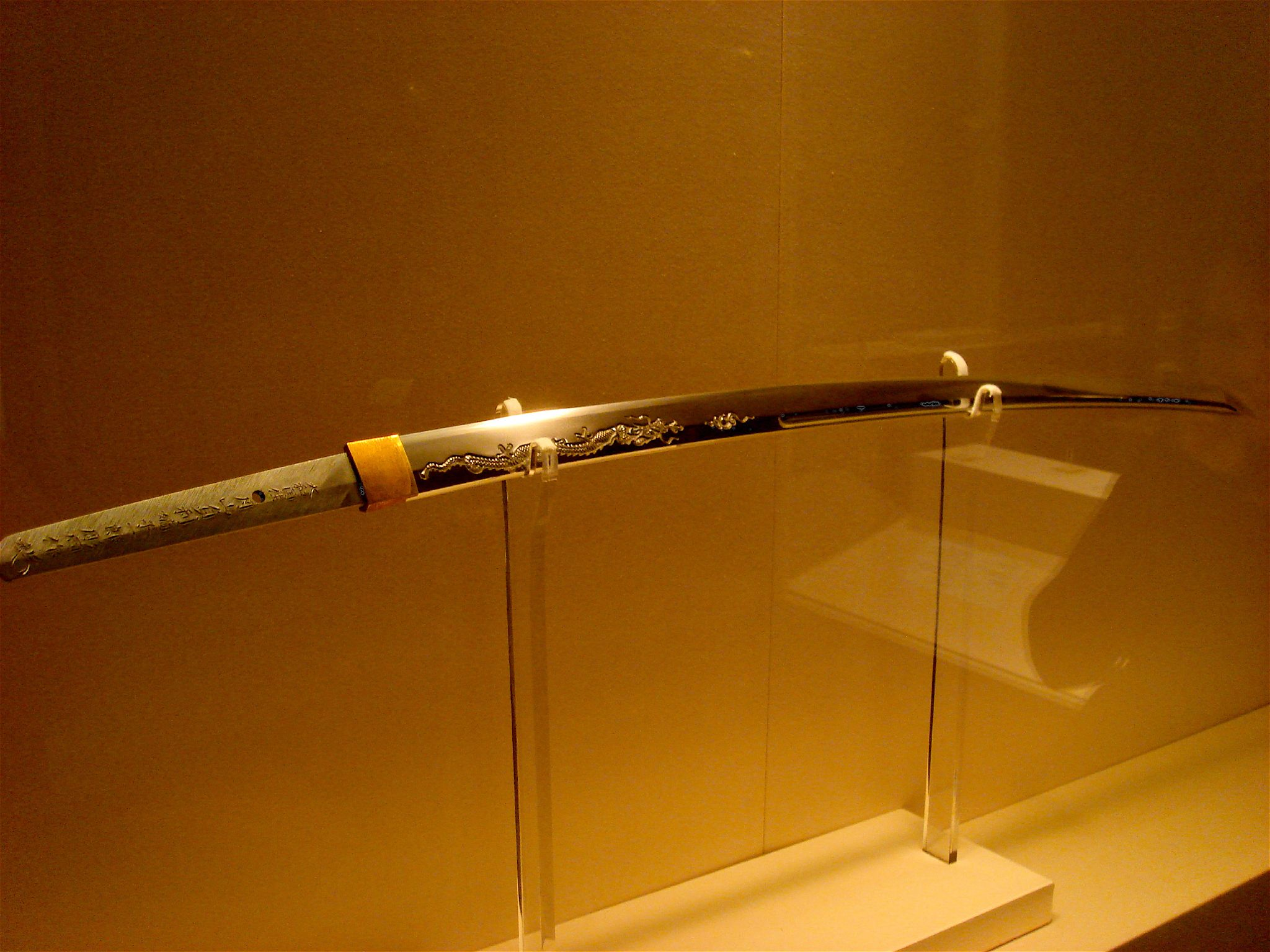
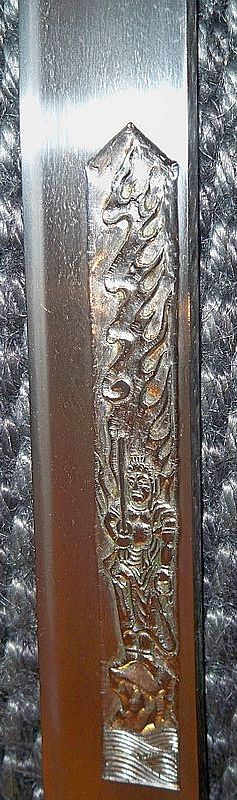
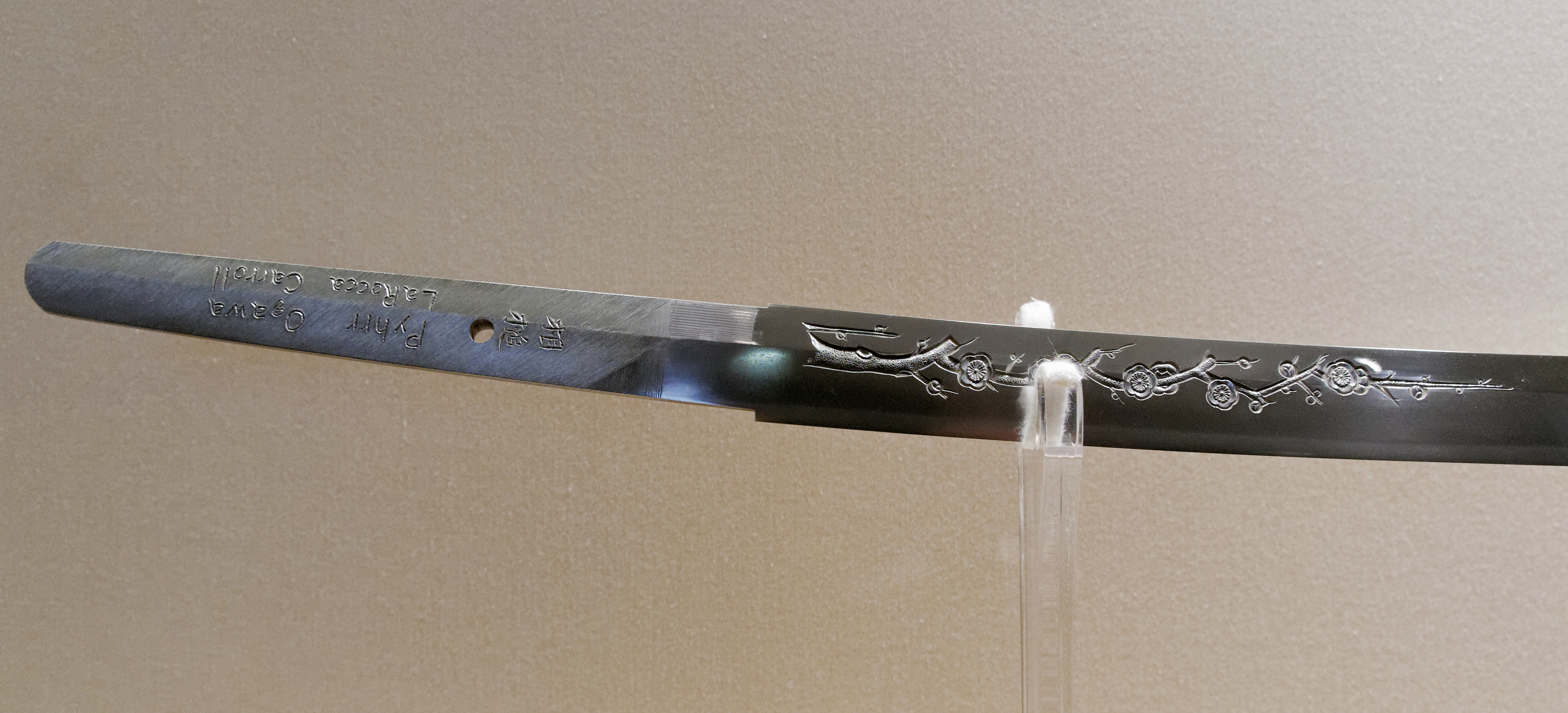